# 施蒂芬河畔圣格奥尔根
施蒂芬河畔圣格奥尔根（德語：Sankt Georgen an der Stiefing）是奥地利施泰尔马克州莱布尼茨县的一个市镇。总面积13.87平方公里，总人口1150人，人口密度82.9人/平方公里（2005年）。